# Méthode de Briggs
Pour les articles homonymes, voir Briggs.
La méthode de Briggs est un dosage colorimétrique qui permet de déterminer la concentration en phosphore.

## Principe
Les phosphates en présence d'un excès de solution acide de molybdate d’ammonium donnent un complexe phosphomolybdique {\displaystyle (H_{3}PO_{4}-[(MoO_{3})12)}
Ce complexe est réduit par un mélange réducteur de sulfite de sodium et d’hydroquinones et forme un complexe phosphomolyb-2-molybdique {\displaystyle (H_{3}PO_{4}-[(MoO_{3})12MoO_{2}]2)}. Ce complexe, de couleur bleue, stable et soluble dans l'eau, présente un maximum d'absorbance à 720 nm. L’intensité de la coloration du complexe est proportionnelle à la concentration en phosphate.

## Mode opératoire

### Matériel
- Balance
- Fiole jaugée de 100 ml
- Pipette de 5 ml
- Tubes a essai propres et secs
- Cuve de spectrophotomètre
- Burette
- Pipette de 1 ml
- Dihydrogénophosphate de potassium {\displaystyle KH_{2}PO_{4}}

### Solutions
- Eau distillée
- Réactif sulfomolybdique (molybdate d'ammonium + acide sulfurique)
- Hydroquinone à 10 g·L-1
- Sulfite de sodium à 200 g·L-1

### Protocole

#### Préparation d'une solution mère
Grâce à une pesée exacte 0,136 0 g de dihydrogénophosphate {\displaystyle KH_{2}PO_{4}}, réaliser une solution à 20 mmol/l de P

#### Préparation d'une solution fille
Réaliser une dilution au 1/20 pour réaliser une solution fille de concentration à 1 mmol/l de P (5 ml de solution mère dans une fiole jaugée de 100 ml)

#### Préparation d'une gamme d'étalonnage
À partir de la solution fille à 1 mmol/l réaliser une gamme d'étalonnage en vous aidant du tableau colorimétrique

#### Dosage de la solution à doser
Introduire 2 ml de solution à doser préalablement diluée au 1/10 dans deux tubes

#### Tableau de colorimétrie
| Tubes                       | 0 | 1     | 2     | 3     | 4     | x1 | x2 |
| Eau distillée en ml         | 7 | 6,5   | 5     | 4,5   | 4     | 5  | 5  |
| Solution fille en ml        | 0 | 0,5   | 1     | 1,5   | 2     |    |    |
| Solution X en ml            |   |       |       |       |       | 2  | 2  |
| Réactif sulfomolybdique     | 1 | 1     | 1     | 1     | 1     | 1  | 1  |
| Absorbance à 700 nm         | 0 | 0,184 | 0,451 | 0,629 | 0,862 | A1 | A2 |
| Quantité de matière en µmol | 0 | 0,5   | 1     | 1,5   | 2     | n1 | n2 |

## Précisions
- Placer les tubes à l'obscurité pendant 20 à 30 minutes
- Réactif sulfomolybdique : corrosif
- Hydroquinone à 10 g·L-1 : nocif
- Sulfite de sodium

## Calculs
Tracer la droite d'absorbance en fonction de la quantité en P par tube. Y reporter la valeur des absorbances des essais pour déterminer la Quantité de P dans les tubes essais. Ne pas oublier les dilutions pour revenir à la concentration de la solution d'origine.